# Oliver Geissmann
Oliver Geissmann (* 9. Dezember 1978 in Grabs, Schweiz) ist ein Liechtensteiner Sportschütze.

## Leben
Erster Höhepunkt seiner Karriere waren 2000 die Olympischen Sommerspiele in Sydney. Dort führte er bei der Eröffnungsfeier als Fahnenträger die aus 2 Sportlern bestehende Liechtensteiner Delegation an. Sportlich verliefen die Spiele weniger glanzvoll. Im Luftgewehrschiessen schoss er in der Qualifikation nur 582 Ringe und schied aus. Am Ende belegte er Rang 41.
2003 gelang es Geissmann jedoch, in die Weltspitze vorzudringen. Beim Weltcup-Wettbewerb im südkoreanischen Changwon belegte er mit 595 Ringen Platz 7.
Diese Leistung konnte er 2004 bestätigen, als er beim Grand Prix of Liberation in Tschechien mit 596 Ringen Platz 3 erreichte und sich kurz darauf erstmals in seiner Karriere den Titel des Schweizer Meisters sicherte. Im selben Jahr wurde er in Liechtenstein zum Sportler des Jahres gewählt.
Geissmann gelang damit die Qualifikation für die Olympischen Sommerspiele 2004 in Athen. Dort vertrat er als einziger Sportler sein Land. Im Wettbewerb mit dem 10-m-Luftgewehr schoss Geissmann in der Qualifikation 591 Ringe und verfehlte um drei Ringe das Finale. Am Ende belegte er Rang 22. 
Bei den Olympischen Sommerspielen 2008 in Peking kam er im 10-m-Luftgewehrschiessen auf den 34. Platz.
Geissmann wird vom Trainer Erhard Hüppi betreut. Neben seiner sportlichen Laufbahn gründete Geissmann 2002 mit seinem Teamkollegen Martin Seger ein Immobilienbüro.